# Ludvík Kundera (musicólogo)

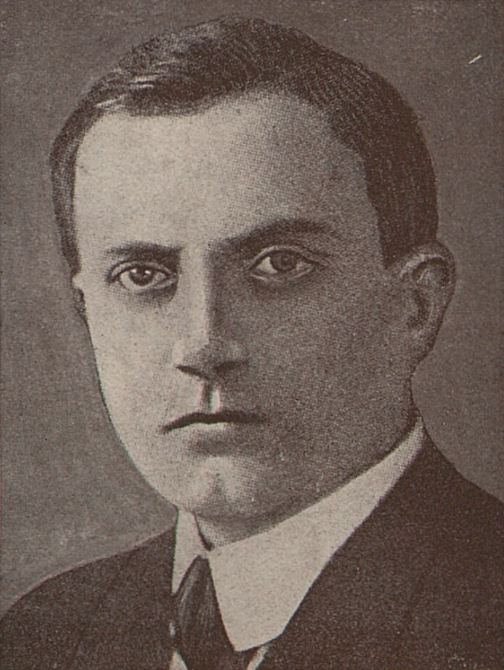
Ludvík Kundera

Ludvik Kundera (17 de agosto de 1891, Brno - 12 de mayo de 1971, Ibidem) fue un musicólogo, pianista y académico checo. Padre del escritor Milan Kundera y tío del también escritor igualmente llamado Ludvik Kundera.

## Biografía
Kundera nación en Brno, Královo Pole, fue el menor de siete hermanos, en una familia que lo apoyó en su pasión por la música desde la infancia. Estudió en el gymnasium alemán, y piano, siendo su tutora Klotylda Schäfrová. Su primera actuación pública fue en 1912, con composiciones de Bach, Schumann, Smetana y Liszt.
Durante la Primera Guerra Mundial, sirvió en la Legión Checoslovaca. Se enlistó el 14 de julio de 1914 y fue designado al 8º Regimiento de Infantería, situado en Sibiu, Transilvania. Fue hecho prisionero por los rusos en 1915, y el 1 de agosto de 1916 volvió a unirse a la Legión Checoslovaca en Rusia. Durante su estancia en ese país, se involucró en la vida cultural, organizando, de forma ocasional, conciertos públicos. En junio de 1920, se trasladó desde Vladivostok hasta Trieste, y después, regresó a Checoslovaquia.
En 1925 asistió a la masterclass de Alfred Cortot en la École Normale de Musique de París. También continuó sus estudios en Viena y Praga, y en 1925 se doctoró en musicología en la Universidad de Brno. Enseño en el Conservatorio de Brno desde 1922 hasta 1941, hasta que fue removido por las autiridades nazis en la ocupación de Checoslovaquia, y luego, desde 1948 hasta 1950, en la Academia de Música y Artes Escénicas Janáček (JAMU) en Brno. Entre 1945 y 1946, fue director del Conservatorio de Brno, y desde 1946 a 1948, director del departamento de música de la facultad de educación de la Universidad Carolina en Praga. Fue rector de la JAMU, desde el 1 de octubre de 1948 hasta su jubilación en 1962. Como pianista, realizó una gran cantidad de conciertos, tanto en Checoslovaqua como en el extranjero, como solista y en grupos de cámara, y frecuentemente, difundiendo las obras de compositores checos. Como musicólgo, la mayor popularidad la alcanzó por su análisis de las obras de Leoš Janáček.
Ludvik Kundera falleció en Brno, el 12 de mayo de 1971. En su funeral sonó el Cuarteto de Cuerdas No. 2.

## Publicaciones
- Richarda Wagnera “Tristan und Isolde”, HR, vi (1912–13), 233–41
- O muzïke chekhoslovatskego naroda [Música de la nación checoeslovaca] (Yekaterinburg, 1919)
- Hudba v Sovětském Rusku [Música de la Rusia Soviética], Hudební rozhledy, i (1924–5), 24–6
- Janáčkův klavírní sloh [Estilo de piano de Janáček], Hudební rozhledy, i (1924–5), 42–5
- O estetice umělěcké a zvláště hudební reprodukce [Las estéticas del arte, y en particular, de la reproducción musical] (diss., U. of Brno, 1925)
- Janáčkova “Věc Makropulos”, HRo, iii (1926–7), 19–21, 37–41
- Janáčeks Stil, Der Auftakt, vii (1927), 279–83
- Janáčkova Glagolská mše, Tempo [Praga], vii (1927–8), 186–93
- Hudba a ruská legie [Música y la legión rusa], Tempo [Prague], viii (1928–9), 16–21
- Václav Kaprál; Vilém Petrželka; Jaroslav Kvapil; Jan Kunc, Tempo [Praga], ix (1929–30), 318–24; x (1930–31), 47–55; xi (1932), 127–40, 176–9; xii (1932–3), 241–52
- Soudobá hudební Morava [Música en el presente de Moravia], Československá vlastivěda, viii (Praga, 1935), 558–65
- Hudba a revoluce [Música y revolución], Dějiny světové hudby, ed. J. Branberger (Praga, 1939), 553–637
- Kvapil (Prague, 1944)
- Jak organizovati hudební výchovu v obnoveném státě [Como organizar la educación musical en el estado renovado] (Brno, 1945)
- Janáček a Klub přátel umění [Janáček y el Club de Amigos del Arte] (Olomouc, 1948)
- Janáčkova varhanická škola [La escuela de órgano de Janáček'] (Olomouc, 1948)
- Chopinovy vlivy ve Smetanově klavírní tvorbě [La influencia de Chopin en las obras para piano de Smetana], Musikologie, ii (1949), 11–37
- Ludvík van Beethoven (Praga, 1952)
- Janáčkova tvorba klavírní [Orbas de piano de Janáček], Musikologie, iii (1955), 306–29
- K otázce interpretace Janáčkových děl [Interpretación de las obras de Janáček], Leoš Janáček a soudobá hudba: Brno 1958, 189–96; also in Sborník Janáčkovy akademie múzických umění, ii (1960), 5–18; Ger. trans. in Operní dílo Leoše Janáčka: Brno 1965, 141–4
- O sovětském a našem hudebním školství [Educación musical Soviética y Checa], HRo, xi (1958), 179–82
- Beethovenovy klavírní sonáty, i (Praga, 1964)
- Václav Kaprál: kapitola z historie české meziválečné hudby [Un capitulo de la música Checa entre guerras] (Breno, 1968)